# Strażnik wielki
Strażnik wielki (łac. praefectus excubiarum seu vigiliarum) – urząd wojskowy, członek sztabu generalnego w Rzeczypospolitej Obojga Narodów. Jeżeli wojskiem dowodził król, zadaniem strażnika było ubezpieczanie wojska w marszu, dowodzenie strażą przednią i wystawianie czat w czasie postojów. Gdy natomiast wodzem był hetman wielki, obowiązki strażnika wielkiego przejmował hetman polny. Urząd strażnika wielkiego powstał w połowie XVII wieku, w XVIII wieku stał się już tylko urzędem tytularnym. Strażników wielkich mianował król na wniosek hetmana. Konstytucja z 1768 r. zaliczyła ich w poczet dostojników państwowych, od 1775 roku zasiadali w sądach Departamentu Wojskowego Rady Nieustającej. Urząd istniał w wersji dla Korony: strażnik wielki koronny, i Wielkiego Księstwa Litewskiego: strażnik wielki litewski.